# Головин, Дмитрий Данилович
Дми́трий Дани́лович Голови́н (26 октября (7 ноября) 1894, с. Безопасное Труновского района Ставропольского края — 25 июля 1966, Анапа) — российский советский оперный певец, лирико-драматический баритон. Заслуженный артист РСФСР (1934).

## Биография
С 1910 года учился в Ставропольской духовной семинарии. В юношеские годы пел в церковных хорах Анапы, Геленджика, Новороссийска и Севастополя, а также подрабатывал матросом в Новороссийске и Севастополе.
В 1915 году работал солистом музыкального театра под управлением Э. Вольской в Севастополе (под псевдонимом Сокольский). Служил протодиаконом при архиепископе Агафодоре (Преображенском) и некоторое время жил на архиерейском подворье при Андреевской церкви города Ставрополя. В 1919 году исполнил главную роль Демона в Ставропольском оперном театре.
В 1920 году не присоединился к отступавшим частям Белой гвардии Врангеля и Деникина, покидавшим Россию на кораблях Императорского Черноморского флота. По воспоминаниям сына певца, режиссёра Виталия Головина, Дмитрий Данилович мучительно переживал этот выбор, но остался в России, несмотря на террор большевиков, и в конце 1920 года уехал в Москву. Учился в Московской консерватории у Н. Г. Райского в 1921—1924 годах.
В 1923 году вступает в Оперном театре Зимина. В 1924 году принят в Большой театр, где служил до 1943 года. В 1928—1929 стажировался в Италии, пел в оперных театрах Монте-Карло, Милана и Парижа.
«…В пору своего расцвета, в конце 20-30-х годах, Головин часто пел так, как, пожалуй, до него никто не пел. Голос его по диапазону представлялся бесконечным, казалось, что его вполне хватило бы на двоих…» С. Лемешев.
По воспоминаниям современников, певец обладал голосом исключительной полноты, насыщенности и силы. В репертуаре: Борис Годунов («Борис Годунов» М. П. Мусоргского), Мазепа («Мазепа» П. И. Чайковского), Князь Игорь («Князь Игорь» А. П. Бородина), Шакловитый («Хованщина» М. П. Мусоргского), Фигаро, Эскамильо («Кармен» Ж. Бизе), Риголетто («Риголетто», Дж. Верди), Яго («Отелло» Дж. Верди), Валентин («Фауст» Ш. Гуно), Амонасро («Аида» Дж. Верди). Первый исполнитель партий Санди («Трильби» А. И. Юрасовского, 1924) и Нагульнова («Поднятая целина» И. И. Дзержинского, 1937).
Заслуженный артист РСФСР (1934), награждён Орденом Трудового Красного Знамени (04.06.1937 — за выдающиеся заслуги в деле развития оперного и балетного искусства).
На выступления Дмитрия Головина в Париже приходили генерал Деникин и офицеры Белого движения, писатели Мережковский, Бунин, Гиппиус, Замятин и другие деятели русской эмиграции, что было отмечено в доносах российских дипломатов в Москву и позднее вошло в состав обвинения перед ссылкой[уточнить] певца в Ивдельлаг.
16 сентября 1943 года был арестован, по одним источникам — за рассказанный анекдот, по другим — по обвинению в соучастии в убийстве Зинаиды Райх. По приговору «за антисоветскую пропаганду» в течение 10 лет находился в заключении в Ивдельлаге (Свердловская обл.), откуда был освобождён вскоре после смерти Сталина.
Вернулся в Москву в 1956 году, но из-за подорванного в ГУЛАГе здоровья петь в полную силу и работать на сцене уже не мог, а проволочки с реабилитацией и восстановлением в правах усложняли трудоустройство. К тому же, его квартира в центре Москвы была конфискована, из-за чего он уехал в Краснодарский край (посёлок Су-Псех, близ Анапы), где скромно доживал свои дни и регулярно посылал в Москву письма с просьбой о реабилитации. Всё это время певца поддерживал его сын Виталий Головин. Дмитрий Головин реабилитирован Военной коллегией Верховного суда СССР 25 ноября 1965 года.
Умер 25 июля 1966 года в селе Су-Псех Анапского района.
Сын, Виталий Дмитриевич Головин (1919—1979), учился в Московской консерватории, находился под следствием в лубянской тюрьме одновременно с отцом, затем находился в заключении в Норлаге, после реабилитации работал режиссёром Центрального телевидения (1958—1967) и творческого объединения «Экран».
В 1972 году фирма «Мелодия» выпустила пластинку с записями Дмитрия Головина.